# Wurmberg-Granit

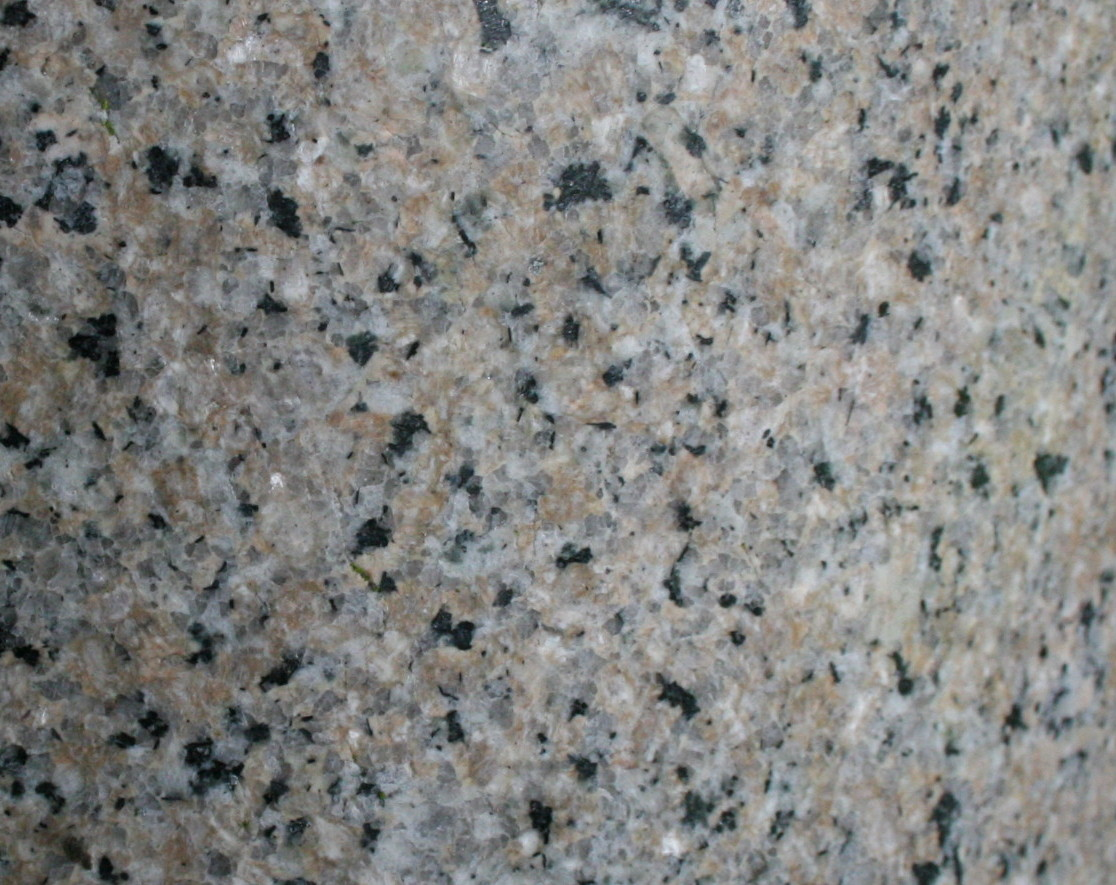
Wurmberg-Granit mit polierter Oberfläche

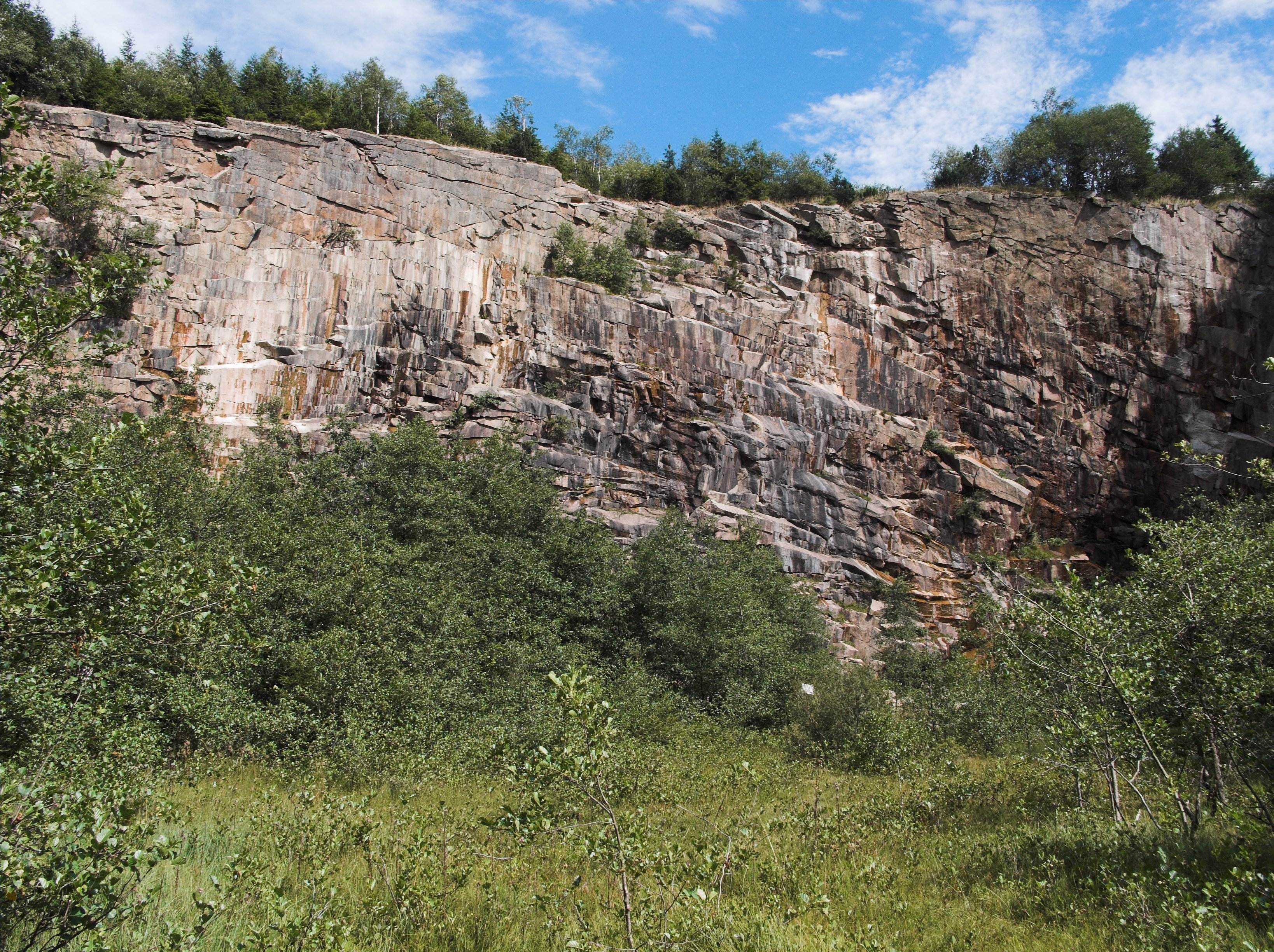
Steinbruchwand am Wurmberg

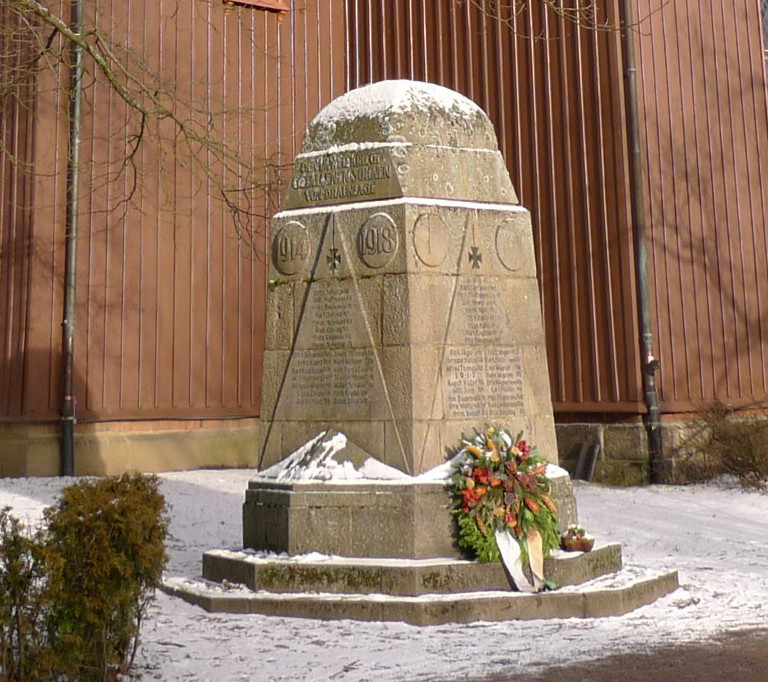
Kriegerdenkmal an der Trinitatiskirche in Braunlage aus Wurmberg-Granit

Das Vorkommen des Wurmberg-Granits liegt am Rande des Brockenmassivs, etwa 2,5 km nördlich von Braunlage in Niedersachsen und 250 m von der Großen Wurmbergklippe auf dem Wurmberg entfernt, dem höchsten Berg Niedersachsens. Dort befand sich der Steinbruch, in dem der blassrote, fein- bis grobkörnige Biotit-Granit aus dem Oberkarbon abgebaut wurde.

## Mineralbestand und Geologie
Dieser Granit enthält 31 % Quarz, 42 % Alkalifeldspat, 20 % Plagioklas, 7 % Biotit, sowie den Akzessorien Zirkon, Apatit, Rutil, Muskovit und anderen opaken Mineralen.
Die Granitplutone des Harzes, der Brocken-, der Ramberg- und der Oker-Pluton, entstanden nach Abschluss der Harz-Gebirgsbildung im Unteren Rotliegenden vor rund 290 Millionen Jahren, in der variszischen Orogenese. Zum Komplex des Brockengranits, der der größte mit 165 km² ist, wird der Wurmberg-Granit gerechnet.

## Steinbruch
Der Wurmbergsteinbruch wurde um 1899 angelegt. Die Werksteine des Granitsteinbruchs wurden auf der unteren Sohle des Steinbruchs in Loren verladen und diese an Zugseilen auf einem Damm (sogenannter „Bremsberg“) zur Ladestelle „Wurmberg“ an der Schmalspurbahn Walkenried–Braunlage/Tanne abtransportiert. In den 1920er Jahren wurde der schienengebundene Transport durch eine Materialseilbahn mit gleichem Verlauf ersetzt. Der Steinbruchbetrieb wurde im Frühjahr 1974 eingestellt.
Der Wurmbergsteinbruch ist schon von Braunlage aus an der hohen Bruchwand erkennbar.

## Verwendung
Der Wurmberg-Granit ist sehr verwitterungsbeständig, verschleißfest, polierbar und gegen chemische Aggressorien stabil. Verwendet wurde er als Bodenbelag, Pflastersteine, Quadermauerstein, Treppen- und Fassadenbelag, Fenster- und Türumrahmungen, Grabsteine, Pflaster, Packlagen, Schotter, Bord- und Grenzsteine.
Er wurde im Raum um Braunlage vor allem für Gebäudesockel verwendet. Das Kriegerdenkmal in Braunlage wurde ebenfalls aus diesem Granit gehauen.